# Powiat Mezőkovácsháza
Powiat Mezőkovácsháza (węg. Mezőkovácsházai járás ) – jeden z ośmiu powiatów komitatu Békés na Węgrzech. Siedzibą władz jest miasto Mezőkovácsháza.

## Miejscowości powiatu Mezőkovácsháza
- Almáskamarás
- Battonya
- Dombegyház
- Dombiratos
- Kaszaper
- Kevermes
- Kisdombegyház
- Kunágota
- Magyarbánhegyes
- Magyardombegyház
- Medgyesbodzás
- Medgyesegyháza
- Mezőhegyes
- Mezőkovácsháza
- Nagybánhegyes
- Nagykamarás
- Pusztaottlaka
- Végegyháza